# Lumen fidei
Lumen fidei (en català, La llum de la fe) és el títol de la primera encíclica del Papa Francesc, firmada el 29 de juny de 2013, en la solemnitat de Sant Pere i Sant Pau; i que fou presentada el 5 de juliol de 2013, gairebé quatre mesos després del Conclave de 2013 per a l'elecció del nou papa.
L'encíclica se centra en la fe; i vol completar el que Benet XVI ja havia escrit sobre la virtut de l'esperança i la caritat, les altres dos virtuts teologals, en les seves respectives encícliques Spe salvi i Caritas in veritate. El papa Francesc va assumir el treball de Benet XVI, que abans de la seva renuncia al papat ja havia completat una primera redacció del text, al que va afegir algunes aportacions.
El text vol presentar la fe com una llum que dissipa les tenebres i il·lumina el camí de l'ésser humà. Es divideix en quatre capítols als que es suma una introducció i una conclusió. S'hi recorre la història de la fe de l'Església (des d'Abraham i les tribus del poble d'Israel, fins a la resurrecció de Jesús i la relació entre la raó i la fe, el paper de l'Església en la transmissió de la fe, així com l'efecte de la fe per a construir societats en la cerca del bé comú; concloent amb una oració a la Mare de Déu, que es presenta com un model de fe.